# Jean Lucas Oliveira
Jean Lucas Oliveira (Rio de Janeiro, 22 juni 1998), beter bekend als Jean Lucas, is een Braziliaans voetballer, die doorgaans speelt als centrale middenvelder. Jean Lucas werd in 2019 door Olympique Lyonnais overgenomen van Flamengo. 

## Clubcarrière
Jean Lucas is een jeugdspeler van Nova Iguaçu, Bonsucesso en Flamengo. Aldaar debuteerde hij op 22 april 2018 in de Série A. In de thuiswedstrijd tegen América FC mocht hij een minuut voor tijd Lucas Paquetá komen vervangen. De wedstrijd werd met 2–0 gewonnen. In februari 2019 werd Jean Lucas verhuurd aan Santos. Op 20 juni 2019 tekende Jean Lucas een contract voor vijf jaar bij Olympique Lyonnais. Hij maakte zijn debuut in de Ligue 1 op 9 augustus 2019. In de uitwedstrijd tegen AS Monaco kwam hij dertien minuten voor tijd Houssem Aouar vervangen. De wedstrijd werd met 0–2 gewonnen. De daaropvolgende speeldag scoorde hij zijn eerste doelpunt. Thuis tegen Angers SCO scoorde hij het zesde doelpunt en legde zo de 6–0 eindstand vast.

## Clubstatistieken
| Seizoen     | Club               | Competitie  | Competitie | Competitie | Competitie | Beker | Beker | Beker | Internationaal | Internationaal | Internationaal | Totaal | Totaal | Totaal |
| Seizoen     | Club               | Competitie  | Wed.       | Dlp.       | Ass.       | Wed.  | Dlp.  | Ass.  | Wed.           | Dlp.           | Ass.           | Wed.   | Dlp.   | Ass.   |
| ----------- | ------------------ | ----------- | ---------- | ---------- | ---------- | ----- | ----- | ----- | -------------- | -------------- | -------------- | ------ | ------ | ------ |
| 2018        | Flamengo           | Série A     | 14         | 0          | 0          | 0     | 0     | 0     | 2              | 0              | 0              | 16     | 0      | 0      |
| Club Totaal | Club Totaal        | Club Totaal | 14         | 0          | 0          | 0     | 0     | 0     | 2              | 0              | 0              | 16     | 0      | 0      |
| 2019        | → Santos           | Série A     | 9          | 0          | 1          | 0     | 0     | 0     | —              | —              | —              | 9      | 0      | 1      |
| Club Totaal | Club Totaal        | Club Totaal | 9          | 0          | 1          | 0     | 0     | 0     | 0              | 0              | 0              | 9      | 0      | 1      |
| 2019/20     | Olympique Lyonnais | Ligue 1     | 11         | 1          | 0          | 5     | 2     | 1     | 1              | 0              | 0              | 17     | 3      | 1      |
| 2020/21     | Olympique Lyonnais | Ligue 1     | 8          | 0          | 0          | 0     | 0     | 0     | —              | —              | —              | 8      | 0      | 0      |
| Club Totaal | Club Totaal        | Club Totaal | 19         | 1          | 0          | 5     | 2     | 1     | 1              | 0              | 0              | 25     | 3      | 1      |
| 2020/21     | → Stade Brest      | Ligue 1     | 16         | 0          | 3          | 1     | 0     | 0     | —              | —              | —              | 17     | 0      | 3      |
| Club Totaal | Club Totaal        | Club Totaal | 16         | 0          | 3          | 1     | 0     | 0     | 0              | 0              | 0              | 17     | 0      | 3      |
| 2021/22     | AS Monaco          | Ligue 1     | 28         | 1          | 1          | 2     | 1     | 1     | 9              | 0              | 0              | 39     | 2      | 2      |
| 2022/23     | AS Monaco          | Ligue 1     | 6          | 0          | 0          | 0     | 0     | 0     | 4              | 0              | 0              | 10     | 0      | 0      |
| Club Totaal | Club Totaal        | Club Totaal | 34         | 1          | 1          | 2     | 1     | 1     | 13             | 0              | 0              | 49     | 2      | 2      |
| TOTAAL      | TOTAAL             | TOTAAL      | 92         | 2          | 5          | 8     | 3     | 2     | 16             | 0              | 0              | 116    | 5      | 7      |

Bijgewerkt op 21 april 2022.